# Policko (województwo wielkopolskie)
Policko – wieś w Polsce położona w województwie wielkopolskim, w powiecie słupeckim, w gminie Lądek. Ulokowana jest przy drodze łączącej Lądek z Ciążeniem oraz wzdłuż rzeki Warty. Do tego sołectwa należy wieś Policko Góry położona za Wartą.
W latach 1975–1998 miejscowość położona była w województwie konińskim.

## Historia
Miejscowość w formie Policzko wymieniona jest w łacińskim dokumencie z 1282 roku. Wieś widnieje na mapach z XVIII w. A w wieku XIX znana była jako wieś i folwark nad Wartą, z przynależnością do powiatu słupeckiego, gminy Ciążeń i parafii Ląd. W roku 1875 miejscowość została włączona do dóbr Lądu. W roku 1578 miejscowość była własnością biskupa poznańskiego Tomasza. Wtedy wieś posiadała 3 osadników, 1 zagrodnika, 3 komorników i 1 rybaka.

## Geografia
W okolicy wsi Policko rzeka Meszna kończy swój bieg w Warcie